# 1322 en santé et médecine
| Années de la santé et de la médecine : 1319 - 1320 - 1321 - 1322 - 1323 - 1324 - 1325    |
| Décennies de la santé et de la médecine : 1290 - 1300 - 1310 - 1320 - 1330 - 1340 - 1350 |

Cet article présente les faits marquants de l'année 1322 en santé et médecine.

## Événements

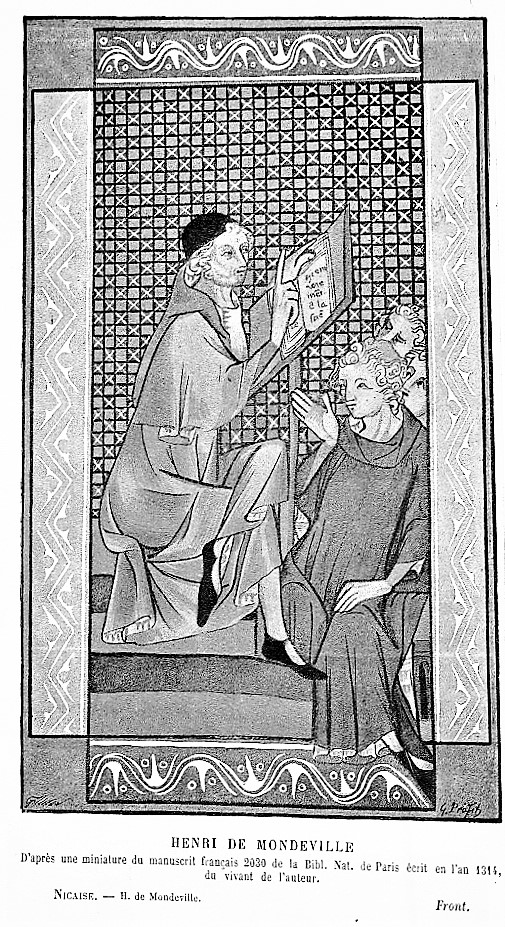
Henri de Mondeville
Miniature, 1314

- Février[2] : par ordonnance du roi de France Charles le Bel, les apothicaires parisiens, auxquels l'exercice de la médecine est interdit depuis 1271, sont placés sous la tutelle de la Faculté qui « leur impos[e] diverses prescriptions : prestation de serment annuelle, obligation de préparer les médicaments d'après l'Antidotaire Nicolas, interdiction de délivrer des médecines laxatives ou toxiques sans ordonnance, inspection des officines présidée par le doyen de la faculté de médecine, etc.[3] ».
- 31 juillet : par ordonnance du roi de France Charles le Bel, la mendicité est interdite aux lépreux, qui ne doivent plus sortir de leur maladrerie et dont il revient au pouvoir local d'assurer la subsistance[4].
- 2 novembre  : fondation d'un hôtel-Dieu à Pont-de-Veyle en Bresse savoyarde dans le duché de Bourgogne par testament de Pierre de Bey, bourgeois de la ville[5].
- Novembre : quatre femmes (dont Jacqueline Félicie[6], Jeanne Clarisse[7] et Belota[8]) et deux hommes au moins (sur les trois cités par Wickersheimer : Bertrand Le Bidault[8], Jean Poitevin[7] ou Jean de Silli[7]) sont excommuniés et condamnés à soixante livres parisis pour exercice illégal de la médecine[6].
- Un hôtel-Dieu est attesté à Chevreuse, en Île-de-France[9].
- Un hôpital est mentionné porte Arnaud-Bernard, à Toulouse[10].
- Une maladrerie est mentionnée à Marcigny, dans le Brionnais en Bourgogne[11].

## Personnalités
- 1298-1322 : fl. Jean de Padua, médecin qui témoigne à charge au procès de Jacqueline Félicie[12].
- 1305-1322 : fl. Guillaume de Brescia (de), médecin du pape Clément V à Avignon, auteur de Questiones de tyriaca (« Questions sur la thériaque ») influencées par Arnaud de Villeneuve[12].

## Décès
- Après 1322 : Henri de Mondeville (né en 1260), chirurgien des rois de France Philippe le Bel et Louis X le Hutin, auteur d'un traité de « Chirurgie » rédigé entre 1306 et 1320, ouvrage d'une grande autorité et le premier qui ait été publié sur ce thème en français[13].